# Кукова (Ясси)
Кукова (рум. Cucova) — село у повіті Ясси в Румунії. Входить до складу комуни Струнга.
Село розташоване на відстані 309 км на північ від Бухареста, 50 км на захід від Ясс.

## Населення
За даними перепису населення 2002 року у селі проживали 174 особи, усі — румуни. Усі жителі села рідною мовою назвали румунську.